# Oberglatt
Oberglatt es una comuna suiza del cantón de Zúrich, situada en el distrito de Dielsdorf. Limita al norte con las comunas de Höri y Bachenbülach, al este con Winkel, al sureste con Rümlang, al suroeste y oeste con Niederhasli, y al noroeste con Niederglatt.